# Horário do Equador
O Horário do Equador (ECT), conforme nomeado pelo banco de dados de fusos horários da IANA, é o horário observado no território equatoriano desde 1931. O Horário do Equador é UTC-05:00 e não possui horário de verão, exceto por um breve período na década de 1990 durante o governo do presidente Sixto Durán Ballén . Isso significa o Equador excluindo a Província de Galápagos, que observou o Horário do Equador até 1986, quando mudou para o Horário de Galápagos (GALT), em UTC-06:00.